# Ziemowit Jasiński

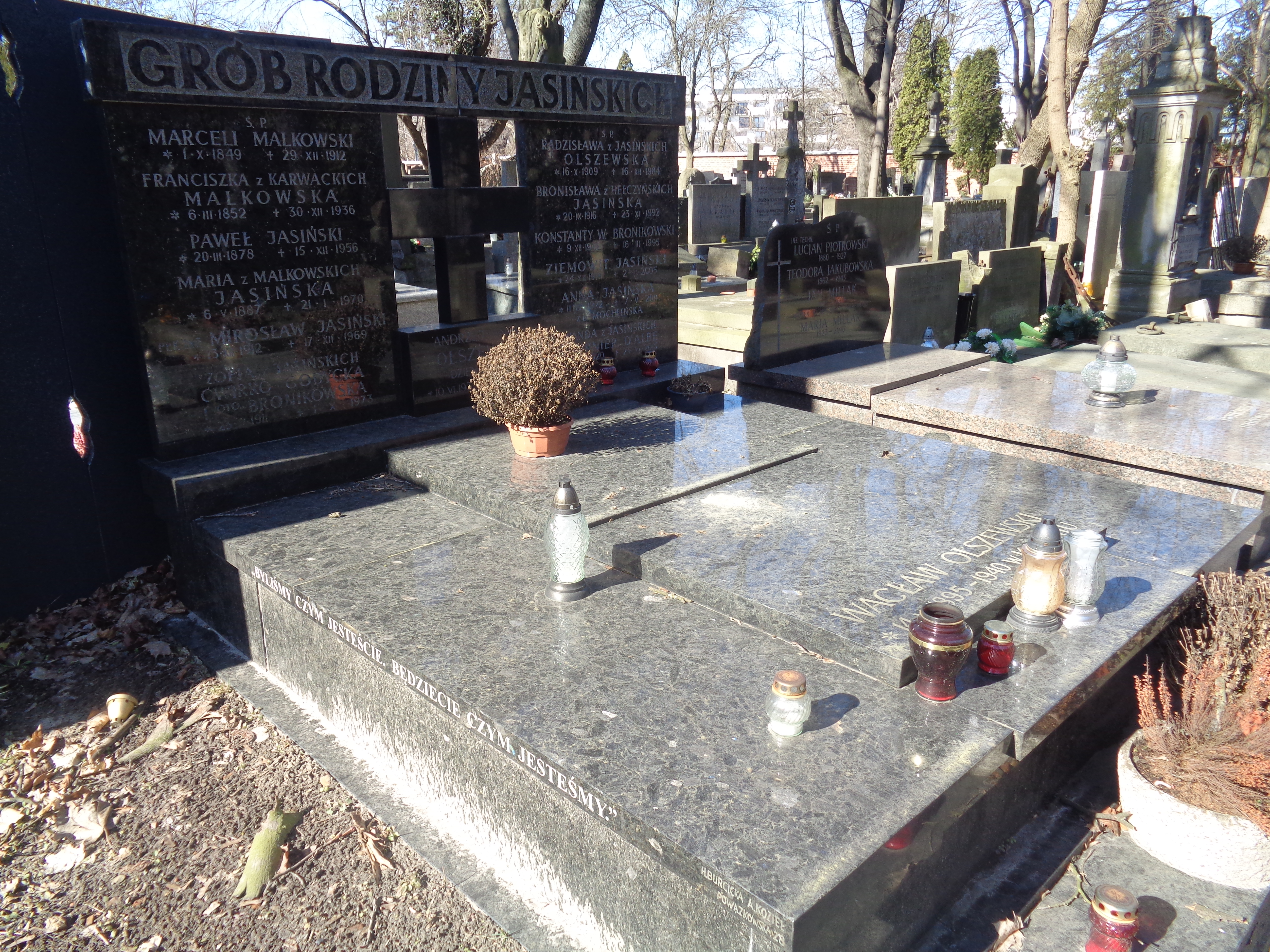
Grób Ziemowita Jasińskiego na Cmentarzu Powązkowskim

Ziemowit Jasiński (ur. 11 grudnia?/24 grudnia 1916 w Petersburgu, zm. 2 stycznia 2005 w Warszawie) – inicjator wznowienia działalności polskiej korporacji Welecja.
Naukę rozpoczął w gimnazjum Jana Zamoyskiego w Warszawie, następnie studiował w Szkole Głównej Handlowej. W 1934 roku wstąpił do Korporacji akademickiej Welecja. Brał udział w wojnie obronnej w 1939 roku, dostał się do niewoli i został umieszczony w oflagu II B Arnswalde i II D Gross Born. 
W okresie PRL pełnił funkcję dyrektora Departamentu Kinematografii w Ministerstwie Kultury oraz dyrektora Międzynarodowych Targów Książki. Za pracę zawodową Odznaczony Krzyżem Oficerskim Orderu Odrodzenia Polski. Pochowany na cmentarzu Powązkowskim w Warszawie (kwatera 63-3-27,28).